# Lijst van rechterlijke uitspraken (Caribisch deel van het Koninkrijk der Nederlanden)
Deze lijst bevat verwijzingen naar voor de rechtspleging in het Caribisch deel van het Koninkrijk der Nederlanden belangrijke rechterlijke uitspraken (jurisprudentie) en heeft betrekking op het Antilliaans recht en haar rechtsopvolgers. Naar een rechterlijke uitspraak wordt als volgt verwezen: instantie - datum uitspraak - roepnaam.

## Hoge Raad der Nederlanden
Van uitspraken in hoger beroep van het Gemeenschappelijk Hof van Justitie kan een partij (civielrecht, strafrecht en belastingrecht) in cassatie bij de Hoge Raad der Nederlanden. De cassatierechtspraak voor het Caribisch deel van het Koninkrijk werd in 1961 wettelijk geregeld op basis van het zogenaamde concordantiebeginsel, vastgelegd in artikel 39 van het Statuut. Dat maakt het mogelijk dat jurisprudentie van de Hoge Raad met betrekking tot een zaak die in het ene land speelt, vaak overeenkomstige gelding heeft in de andere drie landen van het koninkrijk. 

### Civielrecht
- HR 19-05-1967 Saladin/HBU - Beleggingsadvies is verkeerd uitgepakt. Exoneratiebeding.
- HR 17-12-1982 Bibolini - Besluit AVA tot beperking van handelingsbevoegdheid van bestuur.
- HR 08-02-1985 Renteneurose-arrest - Onrechtmatige daad. Letselschade. Persoonlijke predispositie. Toerekening.
- HR 17-05-1985 Curaçao/Erven Boyé - Koopcontract.
- HR 18-11-1988 Vrije mandaat-arrest - Verkiezingsafspraak in strijd met beginsel van vrij mandaat.
- HR 07-09-1990 Catoochi - Loterij. Geen spel en weddenschap. Geen nietigheid overeenkomst wegens ongeoorloofde oorzaak.
- HR 27-11-1992 Felix/Aruba - Luchthavenmeester is buiten zijn bevoegdheid getreden. Vertrouwensleer.
- HR 10-09-1993 Den Dulk - Uitgifte erfpacht op Curaçao. Niet uitgesloten dat eiser genoegen moet nemen met schadevergoeding op grond van onvoorziene omstandigheden (gewijzigde beleidsinzichten).
- HR 10-04-1998 Antilliaans zwembad-arrest - Dwaling; mededelingsplicht verkoper; onderzoeksplicht koper.
- HR 13-10-2000 Rainbow-arrest - Misbruik van identiteitsverschil tussen rechtspersonen.
- HR 03-05-2002 Brandao/Joral - Tegenstrijdig belang.
- HR 28-05-2004 Jetblast-arrest - Waarschuwingsplicht in verband met jetblast.
- HR 13-04-2007 Oduber-Lamers/Aruba - Rechtskracht akten binnen het Koninkrijk.

### Strafrecht
- HR 24-07-1967 Antilliaanse amokmaker - De stelling ‘geen straf zwaarder dan de schuld’ vindt in geen rechtsregel steun.
- HR 25-10-1966 Curaçaose snelheidswedstrijd - Causaliteit; geen medeplegen.
- HR 03-01-1978 Ronde Klip - Toereikend bewijs van (voorwaardelijk) opzet op levensberoving.
- HR 14-01-1997 Pro-actief op Sint Maarten - Politieonderzoek gelegitimeerd; geen verslagleggingsplicht; ontbreken proces-verbaal leidt in casu niet tot niet-ontvankelijkheid Openbaar Ministerie.

## Hof van Justitie van de Europese Gemeenschappen

##### Burgerschap van de Europese Gemeenschappen (Europese Unie)
- Hvj EG 12-09-2006 Arrest Eman en Sevinger - Kiesrecht voor het Europees Parlement voor LGO-ingezetenen.

## Europees Hof voor de Rechten van de mens

##### Art. 3EVRM
Verbod op onmenselijke of vernederende behandeling.
- EHRM 29-09-2005 Mathew-arrest - Detentieomstandigheden in K.I.A. op Aruba.
- EHRM 26-04-2016 Murray-arrest - Detentieomstandigeden in Curaçao; recht op hulpverlening.
- EHRM 09-10-2018 Corallo-arrest - Detentieomstandigheden in een politiebureau te Sint Maarten.